# 人魚塚
人魚塚（にんぎょづか）は、滋賀県蒲生郡日野町小野にある、人魚の墓と伝えられる石碑。二か所ある。

## 人魚伝説
推古天皇27年（619年）4月、小野の川に人魚が住み着き、道行く人に対し災いを及ぼすようになったことが発端とされている（異説あり）。小野の村人から陳情を受けた聖徳太子は、「人魚よ、何故人に害を及ぼすのか」と問いかけた。人魚の言うことには、もともと自分は佐久良川の下流に住み、人に姿を変え神仏に仕える暮らしを続けていたが、里の人に正体を見破られ、禍々しきものとみなされて追われてこの山里まで逃れて来た。何も悪さをしていないのに追われた理不尽さに憤り、この様な事をしているとのこと。太子は「これからはここに宿り、道行く人の安全を守護しなさい。そうすればお前も救われるだろう」と諭す。人魚は涙を流して石に変化した。石像となった人魚は、現在まで往来の安全を守る神として祀られている。

## 鬼室集斯墓碑
小野地区には人魚伝説にちなむ石碑が二か所ある。そのうちの一か所が鬼室集斯の墓と言われる八角柱である。鬼室神社の裏手にある。鬼室集斯は百済出身の渡来人で、天智天皇（在位:668年 - 672年）の時代に学職頭（律令制における大学頭の前身）を務めた。絵師の司馬江漢が天明8年（1788年）8月12日にこの地を訪れた際には「文字ナシ」と記録を残している。
ところが文化2年（1805年）、仁正寺藩医の西生懐忠が「鬼室集斯墓」という碑銘が見えると発表した。これは西生懐忠らによる偽作であるという説がある。日野観光協会や東桜谷公民館公認の案内板は、こちらにはない。ただし、『東櫻谷志』は村人が古くから人魚塚とみなしてきたのはこちらであろうとする。こちらの石碑が鬼室集斯の墓ということになってからは、後述の救世菩薩墳が人魚塚と伝えられている（山口直樹の著書による）。

## 救世菩薩墳
天満宮の近くにある四角柱。菅原道真が醍醐天皇（在位:897年 - 930年）の命により、災いをなす人魚を小野の地で退治、この土地を久世傍<救世傍>と名付けた。この由来に基づき、寛弘元年（1004年）に北野天満宮を勧進した。災いをなす人魚については菅原道真の伝説の他、日本書紀の蒲生河人魚出現説など様々に語られる。案内板あり。